# 後妻業
《後妻業》是由日本作家黒川博行创作的小说，于2012年3月至2013年11月连载于《別冊文藝春秋》杂志，2014年8月30日由文艺春秋以单行本形式出版。本书是黑川博行因《破門》获得直木赏后的首部作品。
这部推理小说以黒川博行的好友、歌人道浦母都子的父亲所经历的事件为原型，故事主要講述的是一位女子為奪取有錢老年人的財產而與其結婚的故事。
这部小说被改编成电影，並于2016年8月27日上映，電影名为《後妻業之女》（後妻業の女），電影由鶴橋康夫担任导演和编剧，大竹忍主演。这部小说还被改编为电视剧，並於2019年1月22日至3月19日期間在富士電視台首映。主演是木村佳乃。關西電視台全程參與這部小說的影視化改編工作。

## 登場人物
武内小夜子
柏木亨
中瀬耕造
中瀬朋美
西木尚子
本多芳則